# Шуппо Анастасія Олександрівна
Анастасія Олександрівна Шуппо (біл. Анастасія Аляксандраўна Шупо; нар. 15 листопада 1997, Кричев, Білорусь) — білоруська футболістка, півзахисниця петербурзького «Зеніту» та національної збірної Білорусі.

## Життєпис
З футболом познайомилася в кричевському СДЮШОР. Перший тренер — Микола Федорович Косаткін. Професіональну кар'єру розпочала в «Бобруйчанці». У 2017 році перейшла в польський «Медик». З 2021 року виступає за «Зеніт».

## Досягнення
- Чемпіонат Білорусі
  -  Чемпіон (3): 2018, 2019, 2020

- Кубок Росії
  -  Володар (6): 2018, 2019, 2020

- Суперкубок Росії
  -  Володар (1): 2019

- Балтійська ліга
  -  Чемпіон (1): 2018

- Чемпіонат Польщі
  -  Чемпіон (1): 2017

особисті
- учасниця 1/2 фіналу Ліги чемпіонів (2019/20)